# Martin Ruf (Wirtschaftswissenschaftler)
Martin Ruf (* 1973) ist ein deutscher Wirtschaftswissenschaftler.

## Leben
Von 2000 bis 2003 war er wissenschaftlicher Mitarbeiter am Lehrstuhl für Allgemeine Betriebswirtschaftslehre und Betriebswirtschaftliche Steuerlehre von Ulrich Schreiber. Nach der Promotion 2005 zum Doktor der Wirtschaftswissenschaften ist er seit 2012 Ordinarius für Internationale Betriebswirtschaftliche Steuerlehre an der Wirtschaftswissenschaftlichen Fakultät der Universität Tübingen.

## Schriften (Auswahl)
- Steuerwettbewerb, Empirie und die Definition von Effektivsteuersätzen. 2005.
- mit Lars P. Feld, Uwe Scheuering, Ulrich Schreiber und Johannes Voget: Effects of territorial and worldwide corporation tax systems on outbound M&As. Mannheim 2013.
- mit Lars P. Feld, Ulrich Schreiber, Maximilian Todtenhaupt und Johannes Voget: Taxing away M&A. The effect of corporate capital gains taxes on acquisition activity. Mannheim 2016.
- mit Roland Ismer, Rainer Haselmann und Ashok Kaul: Quellensteuern auf Lizenzgebühren und Schachteldividenden. Empfehlungen zur deutschen Abkommenspolitik. Stuttgart 2016, ISBN 978-3-415-05518-6.